# Szilvásújfalu
Szilvásújfalu (szlovákul: Slivník) község Szlovákiában, a Kassai kerület Tőketerebesi járásában.

## Fekvése
Tőketerebestől 18 km-re délnyugatra, a Ronyva-patak partján fekszik.

## Története
A régészeti leletek tanúsága szerint területén már a kőkorszakban is éltek emberek, de lakott volt a hallstatt korban és a római korban is.
A mai települést 1321-ben „Wyfalu” alakban említik először. 1327-től „Vyfolu”, „Wyfolu”, „Nova Villa” neveken szerepel a korabeli forrásokban. Nemesi község. A 17. században és a 18. század elején, a kuruc háborúk során többször pusztították hadak. 1663-ban és 1710-ben pestis pusztította. 1715-ben 7 lakatlan és 6 lakott háza volt. 1720-ig az Ujfalussy család birtoka, 1774-től a Vécsey családé. A csaknem elnéptelenedett települést a 18. században ruszin pásztorokkal telepítették be. 1787-ben 59 házában már 486 lakos élt.
A 18. század végén Vályi András így ír róla: „ÚJFALU. Szilvás Újfalu. Zemplén Várm. földes Ura B. Splényi Uraság, lakosai többfélék; határja meglehetős.”
1828-ban 73 háza és 549 lakosa volt. Lakói mezőgazdasággal, szövéssel, favágással foglalkoztak. 1831-ben és 1873-ban kolerajárvány pusztította. A járvány következtében 1831-ben parasztfelkelés tört ki.
Fényes Elek 1851-ben kiadott geográfiai szótárában így ír a faluról: „Ujfalu (Szilvás), Zemplén vmegyében, tót-orosz falu, Abauj vmegye szélén, Kassához 4 mfd. 310 romai, 147 gör. kath., 4 evang., 40 ref., 19 zsidó lak. Kat. paroch. templom. Hegyes határ. 871 h. szántóföld. Erdő. Kastély. F. u. Vandernath, Bernát s m.”
1869-ben 672, 1880-ban 641 lakosa volt. 1880 és 1890 között sok lakója kivándorolt a tengerentúlra.
Borovszky Samu monográfiasorozatának Zemplén vármegyét tárgyaló része szerint: „Szilvásújfalu, Abauj-Torna vármegye határán fekvő tót kisközség, 134 házzal és 607, nagyobbára római katholikus vallású lakossal. Postája, távírója és vasúti állomása Kozma. Már a XIV. században szerepelt s akkor két telep volt Szilvás és Újfalu néven, melyek közül az utóbbi akkoriban Abauj vármegyében feküdt. Egy birtokosa lévén az Újfalussy család személyében, később egyesült s Szilvásújfalu néven egy possessiót alkotott. Az Újfalussyak bírták egész 1730-ig. Az 1598-iki összeíráskor Újfalussy Andráson, Ferenczen, Gáspáron, Istvánon, Lászlón és János özvegyén kívül még Kassa városának és Görbe Péter deáknak is volt itt birtokuk. Az Újfalussyaknak fiágon magvaszakadván, a gróf Brankovichok lettek utódaik, kiktől a báról Splényiekre szállott. 1774-ben báró Splényi Gábor, Ecsedy András és Nyeviczkey Ádám, majd a Bernáth, Chernel, Olchváry, Soltész, Paizsos, gróf Van Dernáth s a báró Vécsey családok a földesurai. Most báró Vécsey Lászlónak van itt nagyobb birtoka és csinos úrilaka. 1663-ban a pestis, 1831-ben és 1873-ban a kolera pusztította lakosait. A római katholikus templom helyén hajdan más templom állott, melyet báró Splényi Gábor tábornok 1744-ben vett vissza a reformátusoktól, leromboltatta s helyére újat építtetett. Ide tartozik Bércz-puszta, gróf Sztáray Nandine és báró Vécsey Alfonz birtoka, kinek itt csinos úrilaka van.”
1920-ig Zemplén vármegye Gálszécsi járásához tartozott.

### Bérc
Ma Szilvásújfaluhoz tartozik, egykor önálló település volt Bérc falu.
A 18. század végén Vályi András így ír róla: „BERCZ. Szabad puszta Zemplén Vármegyében, fekszik Szilvás Újfalunak szomsédságában.”
1828-ban két háza és 16 lakosa volt.
Fényes Elek 1851-ben kiadott geográfiai szótárában így ír a faluról: „Bércz, puszta, Zemplén vmgyében, Szilvás-Ujfalu fiókja, 16 lak.”
A 19. század végén csatolták Szilvásújfaluhoz. A 20. század elején birtokosa gróf Sztáray Ferdinánd és báró Vécsey Alfonz volt. Itt állt a Sztáray és a Vécsey család kastélya.

## Népessége
| Év:            | 1994. | 2004. | 2014.   | 2024.   |
| -------------- | ----- | ----- | ------- | ------- |
| Emberek száma: | 800   | 784   | 772     | 760     |
| Eltérés:       |       | -2 %  | -1,53 % | -1,55 % |

| Év:            | 2023. | 2024.   |
| -------------- | ----- | ------- |
| Emberek száma: | 755   | 760     |
| Eltérés:       |       | +0,66 % |

1910-ben 656-an, többségében szlovákok lakták, jelentős magyar kisebbséggel.
2001-ben 808 lakosából 804 szlovák volt.
2011-ben 801 lakosából 764 szlovák.
2021-ben 751 lakosából 734 szlovák, 3 cseh, 1 magyar (0,13%), 1 román, 12 ismeretlen nemzetiségű.

## Nevezetességei
- Római katolikus temploma 1914-ben épült neogótikus stílusban, belseje részben a 18. század közepén épült korábbi templomból való.
- Klasszicista kúriája a 19. század első felében épült.